# Âme de juge, cœur de père
Pour plus de détails, voir Fiche technique et Distribution.
Âme de juge, cœur de père (The Law of the Land) est un film muet américain de Maurice Tourneur, sorti en 1917.

## Synopsis
Pour aider sa mère, Margaret se marie avec Richard Harding, bien qu'elle aime en réalité Geoffrey Morton. Cinq ans plus tard, les Harding ont un fils, mais Richard croit que ce n'est pas le sien. Il a rendu la vie presque insupportable à Margaret et  elle ne vit plus que pour son enfant. Morton, de retour après une absence de deux ans, apprend qu'Harding a porté de fausses accusations contre lui et se rend chez lui pour demander qu'il se rétracte. Sur place, il est témoin de la cruauté d'Harding qui fouette son fils. Après le départ de Morton, Harding menace de frapper à nouveau l'enfant et Margaret menace en retour de le tuer s'il le fait. Harding défie Margaret, mais elle met sa menace à exécution. Le secrétaire d'Harding et Margaret placent le revolver de telle façon que l'on puisse croire à un suicide, mais la police n'est pas convaincue. Toutefois, l'inspecteur de police a compris le motif de ce qu'a fait Margaret et détruit la preuve qui la condamnait. Au tribunal, la mort est déclarée accidentelle et Margaret est libre de commencer une nouvelle vie. 

## Fiche technique
- Titre : Âme de juge, cœur de père
- Titre original : The Law of the Land
- Réalisation : Maurice Tourneur
- Assistants : Clarence Brown, Charles E. Whittaker
- Scénario : Charles E. Whittaker, d'après la pièce The Law of the Land de George Broadhurst (en), et Maurice Tourneur
- Direction artistique : Ben Carré
- Photographie : John van den Broek
- Production : Jesse L. Lasky
- Société de production : Jesse L. Lasky Feature Play Company
- Société de distribution : Paramount Pictures Corporation
- Pays d'origine :  États-Unis
- Langue originale : anglais
- Format : noir et blanc — 35 mm — 1,37:1 — Muet
- Genre : drame
- Durée : 50 minutes (5 bobines)
- Date de sortie :
  - États-Unis : 12 août 1917
- Licence : domaine public

## Distribution
- Olga Petrova : Margaret Harding
- Wyndham Standing : Richard Harding
- Mahlon Hamilton : Geoffrey Morton
- J. D. Haragan : Brockland
- Robert Vivian : Chetwood
- Riley Hatch : Inspecteur Cochrane
- William Conklin